# Uehara Etsujirō

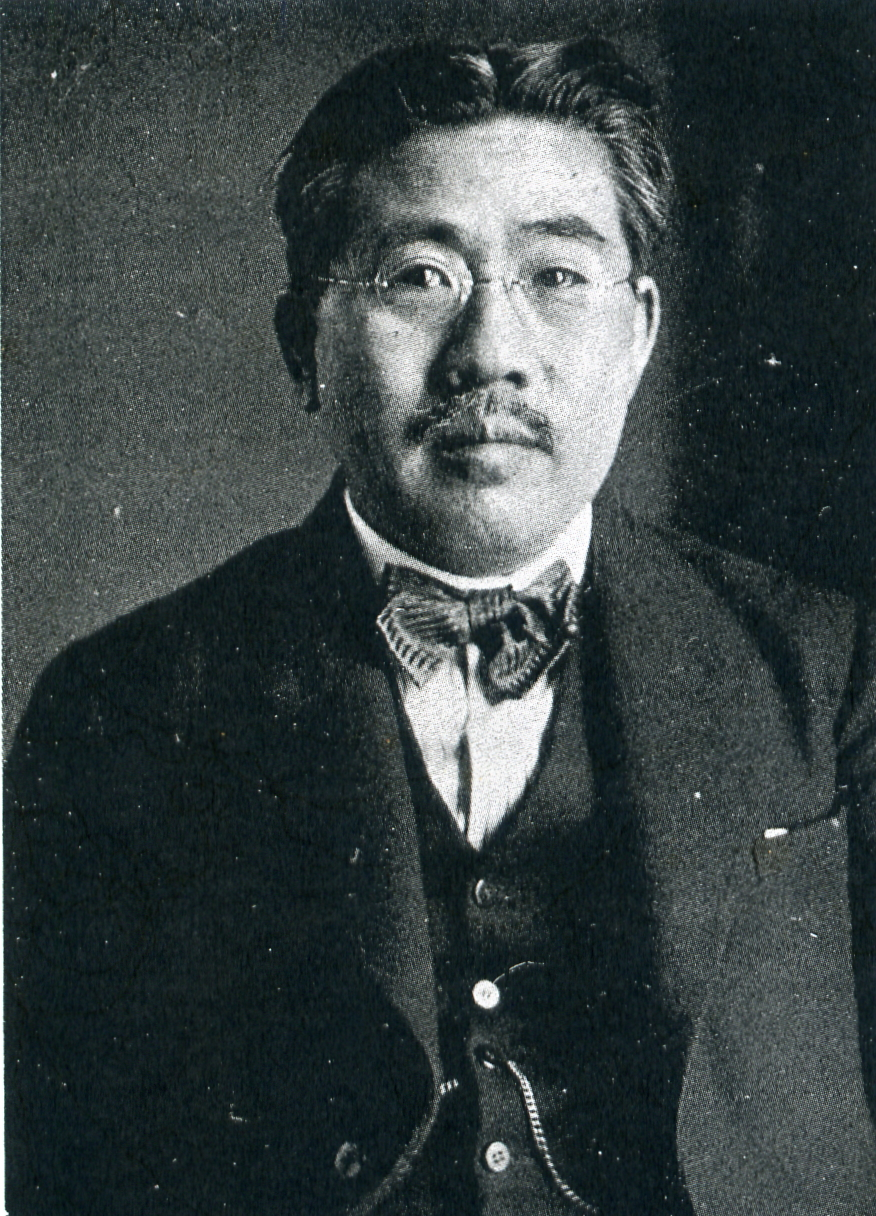
Uehara Etsujirō

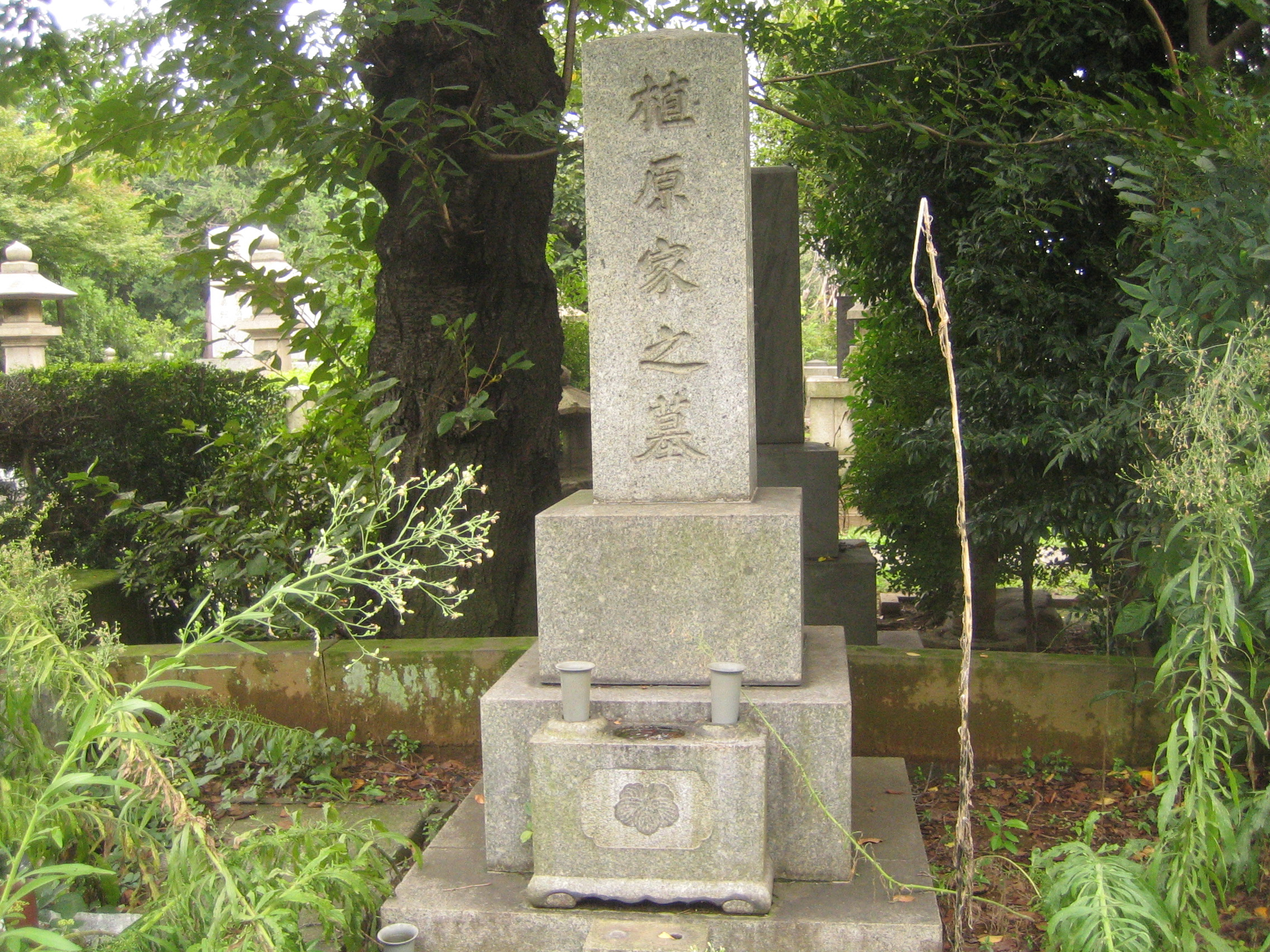
Ueharas Grab auf dem Friedhof Aoyama.

Uehara Etsujirō (japanisch 植原 悦二郎; geboren 15. Mai 1877 im späteren Meisei, Kreis Azumi, Präfektur Nagano; gestorben 2. Dezember 1962 in der Präfektur Tokio) war ein japanischer Politiker. 

## Leben und Wirken
Uehara Etsujirō machte 1907 seinen Studienabschluss an der Washington State University. Er wurde während seines Aufenthaltes in den Vereinigten Staaten Herausgeber der Wirtschaftszeitung „Nichi-Bei Shōhō“ (日米商報). 1910 schloss er ein Graduiertenstudium an der Universität London ab.  
Nach seiner Rückkehr nach Japan wurde Uehara Professor an der „Tōkyō Kōtō Kōgyō Gakkō“ (東京高等工業学校), der Vorläufereinrichtung der Tōkyō Kōgyō Daigaku, sowie an der Meiji-Universität und an der Rikkyō-Universität. 1917 kandidierte er für das Unterhaus des Reichstags und wurde gewählt und wurde dann achtmal wiedergewählt. Nachdem er Mitglied der Rikken Kokumintō und im „Kakushin-Club“ (革新倶楽部) war, schloss er sich der Rikken Seiyūkai an. Zu Beginn der Shōwa-Zeit wurde er im Kabinett Tanaka san’yokan (eine 1924 neu geschaffene Ministerialposition unter dem Staatssekretär) im Kommunikationsministerium, später im Außenministerium. 1932 wurde er Vizepräsident des Unterhauses. Uehara brachte 1940 die „Dōkō-kai“ (同交会) zusammen, sie eine Anti-„Unterstützungsgesellschaft für die Kaiserliche Herrschaft“-Stellung einnahm, verlor aber die Wahl 1942.
Nach dem Zweiten Weltkrieg kehrte er bei der Unterhauswahl 1946 ins Parlament zurück. Er war in den Nachkriegsjahren zunächst Mitglied des Hauptnachfolgers der Seiyūkai, der mehrfach umformierten Liberalen Partei unter Yoshida Shigeru, schloss sich aber ab 1953 Hatoyama Ichirōs Abspaltungen (Liberale Partei, Demokratische Partei Japans) an, bevor beide 1955 schließlich zur Liberaldemokratischen Partei fusionierten. Im 1. Kabinett Yoshida war er 1946 zunächst Staatsminister ohne Geschäftsbereich, dann der vorletzte Innenminister vor der endgültigen Abschaffung des Innenministeriums. Er war 1949–1950 Vorsitzender des Haushaltsausschusses im Unterhaus, 1955 des Außenausschusses. Bei der Wahl 1958, der ersten Unterhauswahl nach der Parteivereinigung von Liberalen und Demokraten, war Uehara im Dreimandatswahlkreis Nagano 4 nun einer von drei Kandidaten der Liberaldemokratischen Partei: Der 1955 noch als Liberaler abgewählte Masuda Kaneshichi gewann den einzigen Sitz für die LDP, während die beiden 1955 noch siegreichen ex-Demokraten Karasawa Toshiki und Uehara auf den Plätzen vier und fünf abgewählt wurden.
Er verfasste Bücher wie „Nihon Minken Hatten-shi“ (日本民権発達史) – „Geschichte der Entwicklung der Demokratie in Japan“.